# Giardinetti (metropolitana di Roma)
Giardinetti è una fermata della linea C della metropolitana di Roma.
È situata all'incrocio tra via Casilina e via degli Orafi, a servizio dell'area urbana di Giardinetti.
A seguito della chiusura del tratto Giardinetti-Pantano della antica ferrovia Roma-Fiuggi è stata costruita una nuova fermata capolinea per la ferrovia a ridosso del GRA, distante circa 500 metri da quella della metropolitana.

## Storia
I lavori sono iniziati nel 2007 e l'apertura è avvenuta il 9 novembre 2014. Per consentire i lavori la fermata della antica ferrovia Roma-Fiuggi è stata rimpiazzata con un nuovo capolinea a ridosso del GRA, distante quasi 500 metri da quella della metropolitana, poi dismesso nel 2015.

## Servizi
La stazione dispone di:
- Biglietteria automatica
- Servizi igienici

## Interscambi
- Fermata autobus ATAC e COTRAL